# Matthias Orban
Matthias Orban (ur. 21 stycznia 2000) – francuski lekkoatleta specjalizujący się w skoku o tyczce.
W 2017 został mistrzem świata juniorów młodszych (U18), a dwa lata później był szósty na mistrzostwach Europy juniorów (U20).
Rekordy życiowe: stadion – 5,57 (23 czerwca 2019, Angres); hala – 5,47 (22 lutego 2020, Clermont-Ferrand).

## Osiągnięcia
| Rok  | Impreza                | Miejsce | Lokata     | Wynik |
| ---- | ---------------------- | ------- | ---------- | ----- |
| 2017 | Mistrzostwa świata U18 | Nairobi | 1. miejsce | 5,00  |
| 2019 | Mistrzostwa Europy U20 | Borås   | 6. miejsce | 5,11  |